# Electricity (Bob Brookmeyer)
Electricity è un album di Bob Brookmeyer pubblicato dall'etichetta The ACT Company Records nel 1991.
Il disco fu registrato nel marzo del 1991 al "The WDR Studios" di Colonia (Germania).

## Tracce
1. Farewell New York – 16:46 (Bob Brookmeyer)
2. Ugly Music – 10:33 (Bob Brookmeyer)
3. White Blues – 11:41 (Bob Brookmeyer)
4. Say Ah – 7:17 (Bob Brookmeyer)
5. No Song – 13:13 (Bob Brookmeyer)
6. The Crystal Palace – 10:19 (Bob Brookmeyer)

## Formazione
- Bob Brookmeyer - trombone a pistoni, conduttore musicale
- John Abercrombie - chitarra
- Andy Haderer - tromba
- Rick Kiefer - tromba
- Klaus Osterloh - tromba
- Roy Deuvall - trombone
- Dave Horler - trombone
- Bernt Laukamp - trombone
- Olivier Peters - sassofono
- Paul Peucker - sassofono
- Ralf Römer - sassofono
- Heiner Wiberny - sassofono
- Rainer Brüninghaus - tastiere
- Frank Chastenier - tastiere
- Dieter Ilg - contrabbasso
- Danny Gottlieb - batteria
- "WDR Big Band Köln" - (orchestra musicale)